# Petra Dallmann
Petra Dallmann (Alemania, 21 de noviembre de 1978) es una nadadora alemana especializada en pruebas de estilo libre, donde consiguió ser medallista de bronce olímpica en 2004 en los 4x200 metros.

## Carrera deportiva
En los Juegos Olímpicos de Atenas 2004 ganó la medalla de bronce en los relevos de 4x200 metros estilo libre, con un tiempo de 7:57.37 segundos, tras Estados Unidos (oro) y China (plata).